# Gros (hoeveelheid)
Een gros is 12 dozijn, oftewel 12 x 12 = 144 stuks. Anders gezegd: een gros is een dozijn dozijnen.
Het woord komt uit het Frans, grosse is daar een verkorting van grosse douzaine, groot twaalftal.
Omdat een gros een bepaalde hoeveelheid voorstelt, wordt het wel gezien als een hoofdtelwoord. Het woord komt hoofdzakelijk voor in combinatie met een artikel: een gros eieren. Artikelen die per gros worden verkocht zijn bijvoorbeeld professionele figuurzaagjes, of schoolbordkrijtjes (ook wel glasbordkrijt).
Gros wordt ook gebruikt als een onbepaald telwoord aanduiding voor een meerderheid. Bijvoorbeeld: het gros is het ermee eens.